# Palais Saurau

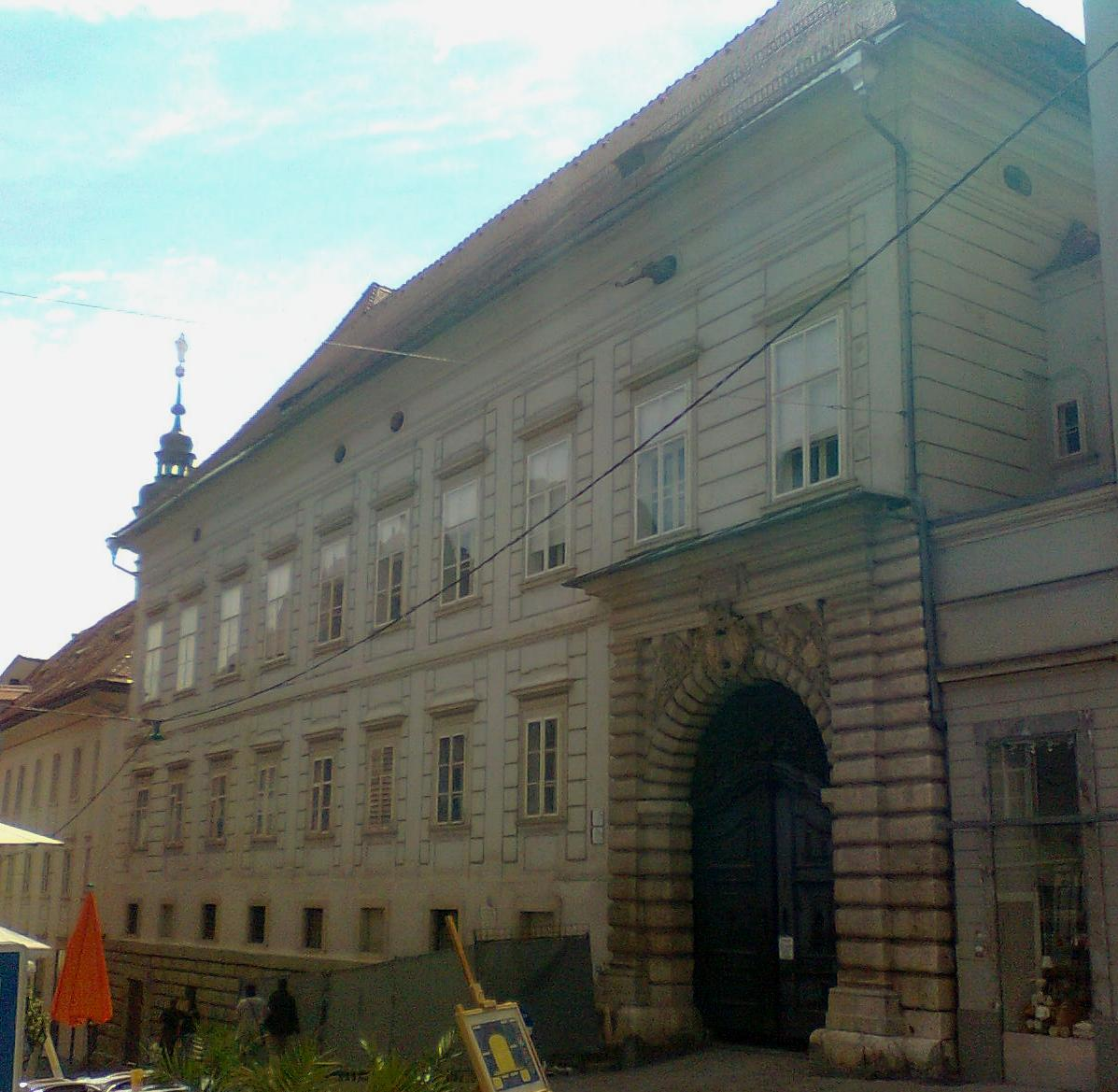
Palais Saurau, 2010

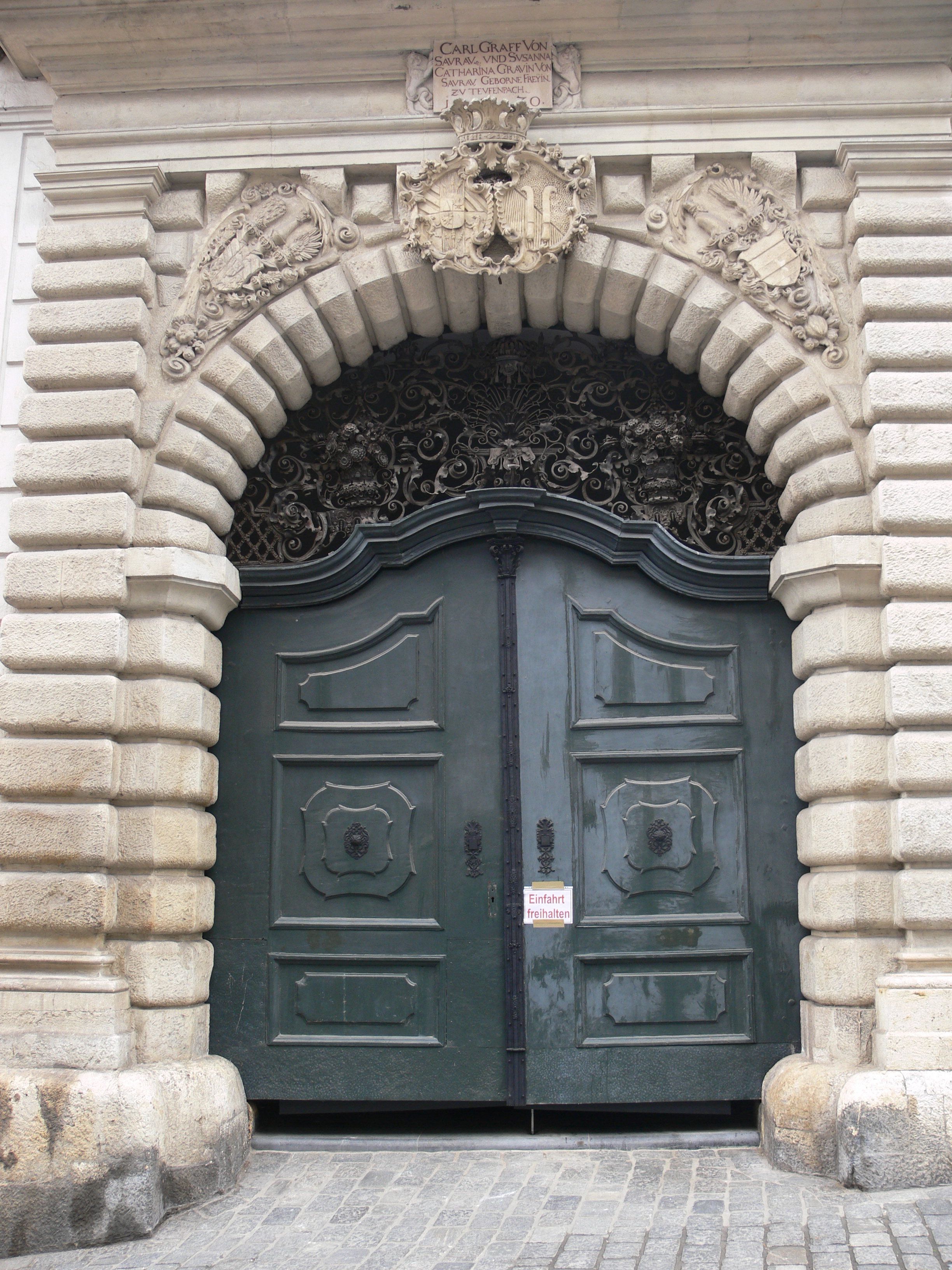
Portal des Palais Saurau

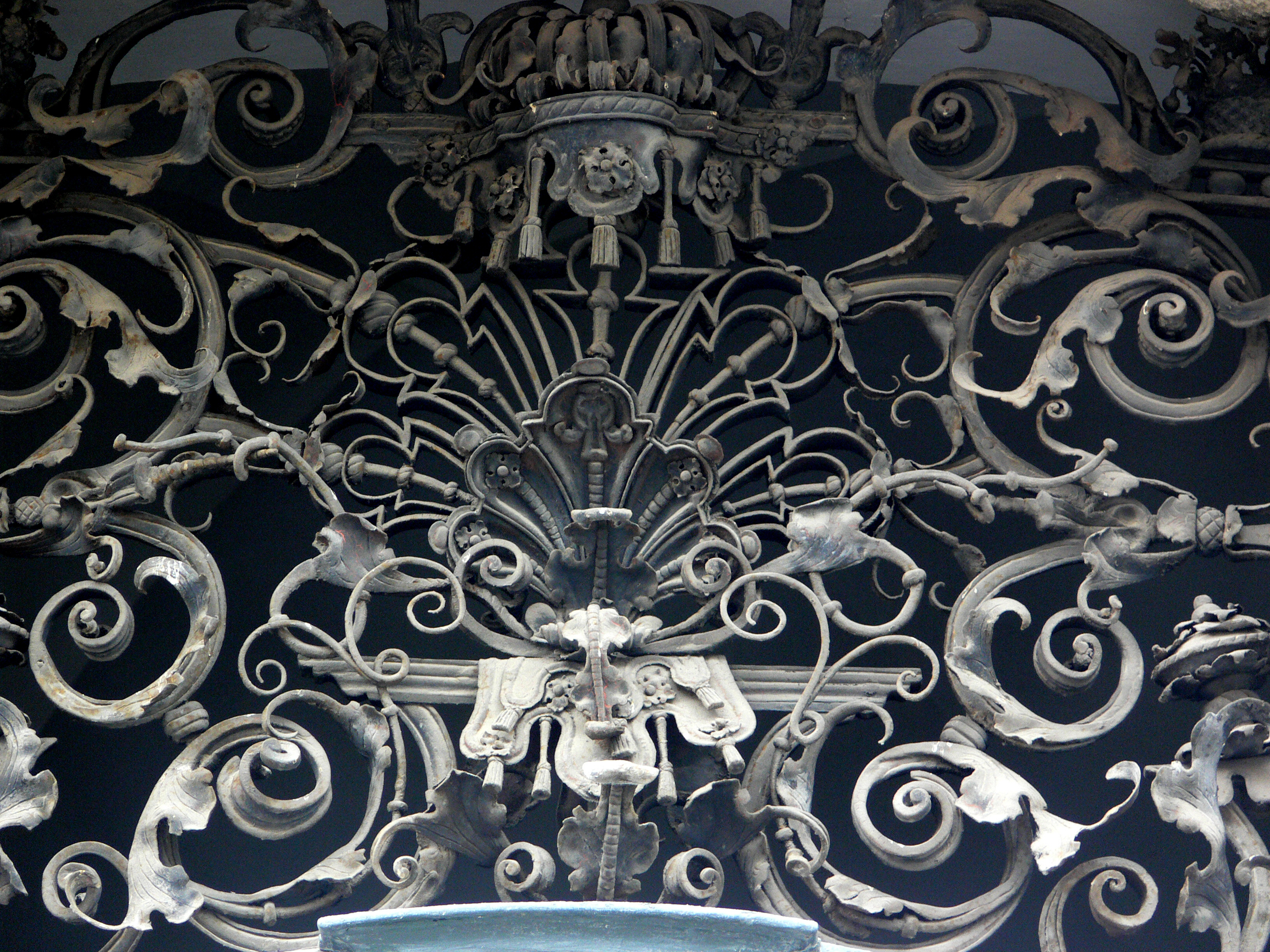
Oberlichtgitter am Portal (Detail)

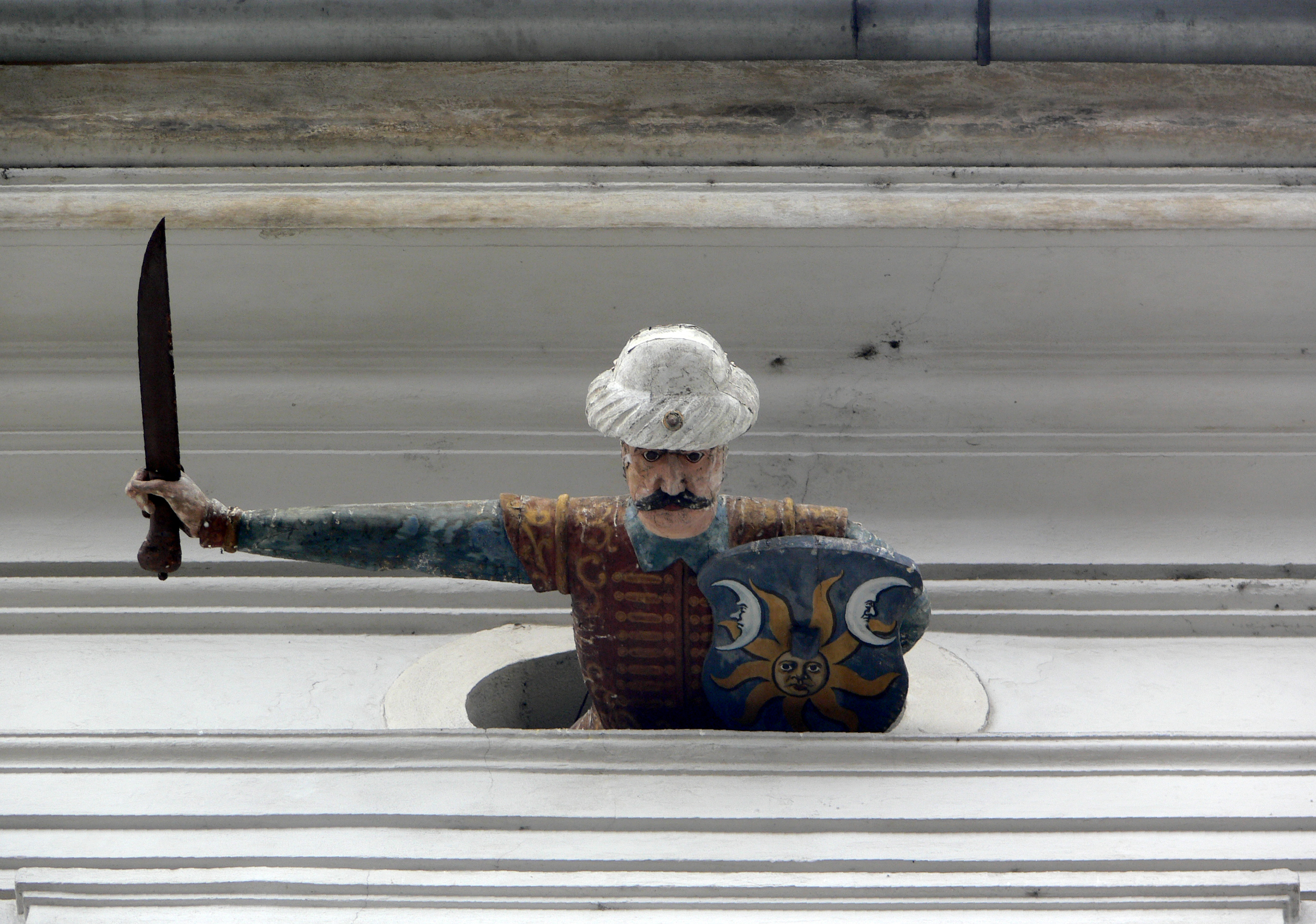
Halbfigur des Türken

Das Palais Saurau, auch Palais Saurau-Goess, ist ein großes Stadtpalais am oberen Ende der Sporgasse in der Nähe des Karmeliterplatzes im Ersten Grazer Stadtbezirk Innere Stadt.

## Geschichte
Die Bauzeit des Palais Saurau wird von 1564 bis 1566 angenommen. Die Jahreszahlen sind auf einer Säule bei der Einfahrt angegeben. Der Auftraggeber war der Grazer Schlosshauptmann und Freiherr Pankraz von Windisch-Graetz, dem der Baugrund 1564 von Kaiser Ferdinand I. geschenkt wurde. Er ließ das Palais an der Stadtmauer beim inneren Paulustor, welches heute nicht mehr besteht, errichten. 1629 verkaufte Freiherrn Friedrich von Windisch-Graetz das Gebäude an Karl Graf von Saurau, den damaligen Landeshauptmann der Steiermark. Denn Windisch-Graetz war Protestant und musste die Steiermark verlassen. Vom neuen Eigentümer erhielt das Bauwerk seinen heutigen Namen. Graf Karl von Saurau unterhielt in der Steiermark zahlreiche Herrschaften. Seine Nachkommen ließen den Bau im 18. Jahrhundert barockisieren und zum Stadthaus und Verwaltungssitz der Familie ausbauen.
Der Baumeister Johann Joachim Carlone war in der Zeit um 1694 ebenfalls mit Arbeiten am Palais betraut. Neben dem Grundstück des Herrschaftssitzes befand sich ein zu dieser Zeit verfallener Pulverturm, den 1756 der Vormund des Grafen Raimund Maria Saurau erwarb, abbrechen ließ und damit den Garten vergrößerte. Erst nach dem Aussterben der Linie der Familie Saurau ging das Gebäude im Jahr 1846 als Erbgut in den Besitz der mit der Familie Saurau verwandten Familie Goëss über. Der Letzte der Familie Saurau, Graf Zeno Maria von Saurau, war Obermarschall der Steiermark. Das 1988/89 umfangreich restaurierte Palais ist heute zu großen Teilen vermietet. Es befindet sich immer noch im Besitz der Familie Goëss-Saurau.

## Architektur und Gestaltung
Das dreigeschoßige Palais besteht aus vier Flügeln, die einen annähernd rechteckigen Innenhof umschließen. Die Südseite des Gebäudes war einst durch Säulengänge offen, wurde in späterer Zeit jedoch durch die Errichtung eines Treppenhauses verbaut. Einige Überreste der ionischen Säulen sind heute noch vorhanden. Besonders bemerkenswert ist das geschmückte Portal, ein rustizierendes Rundbogen-Steinportal mit einem im Jahr 1630 eingefügten Wappen des Grafen von Saurau. In den Bogenzwickeln befinden sich die Wappen des Grafen Karl von Saurau und seiner Gattin Susanna Catharina Freiin von Teuffenbach. Am Bogenscheitel ist eine Rocaille-Kartusche mit einem Allianzwappen des Grafen Raimund Maria von Saurau und seiner ersten Gemahlin, Maria Anna geb. Gräfin von Dietrichstein, angebracht. Es wurde vom Bildhauer Johannes Piringer geschaffen. Das Portal wird am oberen Ende durch ein reich verziertes, schmiedeeisernes Oberlichtgitter (um 1730 oder 1740) abgeschlossen, und zählt zu den bedeutendsten barocken Kunstschmiedearbeiten der Steiermark.
Der große Innenhof mit einer Bodenpflasterung aus sogenannten „Murnockerln“ ist durch eine kreuzgratgewölbte Einfahrt zu erreichen. Die ursprünglichen Arkadengänge sind nur mehr am schlossbergseitigen Trakt erhalten geblieben. Die Pawlatschen, sogenannte Balkongänge, ruhen auf klassizistischen Steinkonsolen und umlaufen den restlichen Innenhof. Zur benachbarten Stiegenkirche führt ein überdachter Arkadengang, den Karl von Saurau errichten ließ. Über einen Stiegenaufgang bei der Durchfahrt ist ein kreuzgewölbter Arkadengang aus dem Jahr 1566 erreichbar. Ein zweites Treppenhaus führt im ersten Stockwerk zum Schloßberggarten. Im Garten befindet sich ein achteckiger Pavillon auf Höhe des zweiten Stockwerks. An der Ostseite des Parks sind noch Reste der alten Stadtmauer vorhanden, die das innere Paulustor mit dem Grazer Uhrturm verbunden hatte.
Die Beletage des Palais Saurau befindet sich im zweiten Obergeschoß. Sie besteht aus drei Sälen und einem Kabinett mit einer Rokoko-Ausstattung aus der Zeit um 1770. Die Stuckdecken weisen vergoldete Verzierungen auf. Die floralen Motive der Randzone wurden vermutlich von Heinrich Formentini geschaffen. Die Wände der Säle sind mit Damast bespannt; das Kabinett ist mit einer Holzvertäfelung versehen. Zur Innenausstattung gehören mehrere Louis XVI-Kachelöfen mit weißer Glasur, die um 1775/78 von Michael Adamez gefertigt wurden. Das erste Obergeschoß im Südtrakt enthält drei Zimmer und ein Kabinett mit josephinisch-klassizistischer Ausstattung. Die Papiertapeten wurden 1830 in Brüssel gekauft und sind mit Darstellungen von exotischen Bäumen und Sträuchern geschmückt, um die Vögel und Schmetterlinge schwirren.

## Die Halbfigur des Türken
Besonders bekannt ist das Palais Saurau durch die Halbfigur des Türken, der aus einer Luke unterhalb des Dachvorsprunges ragt. In seiner ausgestreckten rechten Hand hält er ein Schwert. Es handelt sich dabei um eine drehbare Quintanafigur, die bei Reiterspielen oft als Gegnerersatz verwendet wurde. Eine lokale Sage berichtet von der Verbindung des Türken mit der Belagerung der Stadt Graz durch die Türken im Jahr 1532 während des 1. österreichischen Türkenkriegs (1526–1555), doch ist die Halbfigur vielmehr als Hauszeichen der Familie von Saurau zu betrachten. Zur Zeit des Türkenkrieges existierte das Palais Saurau noch nicht. Besonders Graf Karl von Saurau besiegte als Feldherr mehrfach die türkischen Eroberer. An der Fassade ist eine Kopie angebracht, das Original wird seit 1951 im Grazer Stadtmuseum ausgestellt.